# Плятонь
Плятонь (пол. Platoń) — село в Польщі, у гміні Чарножили Велюнського повіту Лодзинського воєводства.
Населення — 133 особи (2011).
У 1975-1998 роках село належало до Серадзького воєводства.

## Демографія
Демографічна структура станом на 31 березня 2011 року:
|          | Загалом | Допрацездатний вік | Працездатний вік | Постпрацездатний вік |
| -------- | ------- | ------------------ | ---------------- | -------------------- |
| Чоловіки | 68      | 12                 | 44               | 12                   |
| Жінки    | 65      | 13                 | 38               | 14                   |
| Разом    | 133     | 25                 | 82               | 26                   |